# Pradines, Lot

Pradines este o comună în departamentul Lot din sudul Franței. În 2009 avea o populație de 3.409 de locuitori.

## Evoluția populației
| An        | 1975  | 1982  | 1990  | 1999  | 2006  | 2009  |
| --------- | ----- | ----- | ----- | ----- | ----- | ----- |
| Populație | 1.206 | 2.307 | 2.941 | 3.125 | 3.131 | 3.409 |